# Першинг (Вісконсин)
Першинг (англ. Pershing) — місто (англ. town) в США, в окрузі Тейлор штату Вісконсин. Населення — 201 особа (2020).

## Демографія
Згідно з переписом 2010 року, у місті мешкало 180 осіб у 77 домогосподарствах у складі 47 родин. Було 125 помешкань
Расовий склад населення:
| - 99,4 % — білих |

До двох чи більше рас належало 0,6 %. Частка іспаномовних становила 0,6 % від усіх жителів.
За віковим діапазоном населення розподілялося таким чином: 20,6 % — особи молодші 18 років, 59,4 % — особи у віці 18—64 років, 20,0 % — особи у віці 65 років та старші. Медіана віку мешканця становила 44,5 року. На 100 осіб жіночої статі у місті припадало 125,0 чоловіків;  на 100 жінок у віці від 18 років та старших — 123,4 чоловіків також старших 18 років.
Середній дохід на одне домашнє господарство  становив 49 775 доларів США (медіана — 36 250), а середній дохід на одну сім'ю — 65 157 доларів (медіана — 53 571). Медіана доходів становила 26 250 доларів для чоловіків та 43 750 доларів для жінок. За межею бідності перебувало 34,2 % осіб, у тому числі 38,2 % дітей у віці до 18 років та 37,0 % осіб у віці 65 років та старших.
Цивільне працевлаштоване населення становило 75 осіб. Основні галузі зайнятості: сільське господарство, лісництво, риболовля — 21,3 %, виробництво — 16,0 %, будівництво — 14,7 %.